# 599 г. пр.н.е.

## Събития

### В Азия

#### Във Вавилония
- Навуходоносор II (605 – 562 г. пр.н.е.) е цар на Вавилония.[1]
- Царят повежда нов поход, за да неутрализира арабските племена в пустинята като постига успех и взима голяма плячка от тях.[2]

#### В Мидия
- Киаксар (625 – 585 г. пр.н.е.) е цар на Мидия.[3]

### В Африка

#### В Египет
- Фараон на Египет е Нехо II (610 – 595 г. пр.н.е.).[4]

#### В Киренайка
- Около тази година умира киренският владетел Бат I (ок. 631 – 599 г. пр.н.е.), а синът му Аркесилай I (599 – 583 г. пр.н.е.) го наследява.[5]

## Починали
- Бат I, владетел на Кирена